# تشخیص محتوای تولید شده توسط هوش مصنوعی
هدف نرم افزار تشخیص محتوای تولید شده توسط هوش مصنوعی(به انگلیسی: Artificial intelligence content detection) این است که تعیین کند آیا محتوایی (متن، تصویر، ویدیو یا صدا) با استفاده از هوش مصنوعی تولید شده است یا خیر.
با این حال، قابل اعتماد بودن چنین نرم افزار هایی  محل بحث است، و نگرانی هایی در مورد سوءاستفاده احتمالی از نرم افزار تشخیص هوش مصنوعی توسط مربیان وجود دارد.

## دقت پایین
چندین ابزار تشخیص هوش مصنوعی در تشخیص دقیق و جامع متن تولید شده توسط هوش مصنوعی غیرقابل اعتماد نشان داده شده اند. در پژوهشی که توسط وبر-وولف و همکارانش انجام شد، و در سال 2023 منتشر شد ، محققان 14 ابزار تشخیص شامل Turnitin  و GPT Zero را ارزیابی کردند، و دریافتند که " همه ی آن ها کمتر از 80% دقت داشتند و تنها 5 تا از آن ها بالای 70% بودند."

## تشخیص متن
برای متن، این کار معمولا برای جلوگیری از ادعای سرقت ادبی انجام می شود، اغلب با تشخیص تکرار کلمات به عنوان نشانه های واضحی  که یک متن توسط هوش مصنوعی تولید شده است ( شامل توهمات هوش مصنوعی ). این ابزار ها اغلب توسط معلمان برای تصحیح تکالیف دانش آموزان ، به صورت موردی استفاده می شوند. پس از انتشار Chat GPT و نرم افزار های مشابه تولید متن توسط هوش مصنوعی، بسیاری از مؤسسات آموزشی بخشنامه هایی را علیه استفاده از هوش مصنوعی توسط دانش آموزان ابلاغ کرده اند. نرم افزار تشخیص متن تولید شده توسط هوش مصنوعی همچنین توسط کسانی که متقاضیان شغلی را بررسی می کنند و نیز موتور های جست و جو آنلاین استفاده می شود.
تشخیص گر های فعلی ممکن است گاهی اوقات غیر اعتماد باشند و کار های تولید شده توسط انسان را به اشتباه به عنوان کار تولید شده توسط هوش مصنوعی تعیین کنند در حالی که در موارد دیگر در تشخیص متن تولید شده توسط هوش مصنوعی ناموفق هستند. مجله MIT Technology Review بیان کرد که این تکنولوژی" در تشخیص متن های تولید شده توسط ChatGPT که اندکی توسط انسان ها تغییر کرده اند یا با ابزارهای بازنویسی مبهم شده اند به مشکل خورده است". نرم افزار تشخیص متن تولید شده توسط هوش مصنوعی همچنین نشان داده است که نسبت به کسانی که زبان مادری شان انگلیسی نیست تبعیض قائل می شود.
دو دانشجو از دانشگاه کالیفرنیا، دیویس، پس از آن که استادانشان مقاله هایشان را با ابزار تشخیص متنی به نام تورنیتین اسکن کردند نزدیک بود اخراج شوند، زیرا این ابزار تشخیص داده بود که این مقاله ها توسط هوش مصنوعی تولید شده اند. با این حال، به دنبال پوشش رسانه ای، و یک تحقیق کامل، دانشجویان از هر گونه تخلفی تبرئه شدند.
در آوریل 2023، دانشگاه کمبریج و اعضای دیگر گروه راسل از دانشگاه های در بریتانیا پس از ابزار نگرانی هایی در مورد قابل اعتماد نبودن نرم افزار تشخیص متن هوش مصنوعی تورنتین ، ترجیح دادند دیگر از این ابزار استفاده نکنند. شیش ماه بعد دانشگاه تگزاس در آستین  نیز استفاده از این سیستم را کنار گذاشت.
در می 2023 ، یک استاد در دانشگاه تگزاس ای اند ام – کامرس از Chat GPT برای تشخیص اینکه آیا محتوای دانشجویانش توسط آن نوشته شده است یا نه استفاده کرد، که Chat GPT بیان کرد اینطور است. از این  رو، او تهدید کرد که کل دانشجویان کلاس را مردود می کند با وجود اینکه Chat GPT   توانایی تشخیص نوشته تولید شده توسط هوش مصنوعی را ندارد. از فارغ التحصیلی هیچ دانشجویی به خاطر این مسئله جلوگیری نشد، به جز یک دانشجو( که به استفاده از این نرم افزار اعتراف کرد) و همه از اتهام استفاده از Chat GPT  در محتوایشان تبرئه شدند.

## دور زدن تشخیص متن
نرم افزار هایی وجود دارند که برای دور زدن تشخیص متن توسط هوش مصنوعی طراحی شده اند.
در آگوست 2023 ، تحقیقی توسط تالونی و همکارانش در دانشگاه مگنا گراسیا و کالج سلطنتی چشم پزشکان انجام شد ، تا تشخیص متن توسط هوش مصنوعی را بررسی کنند. این پژوهش یک ابزار تشخیص هوش مصنوعی به نام Originality.ai را بررسی کرد، و دریافت که این ابزار GPT-4 را با دقت متوسط 91.3% تشخیص می دهد.
با این حال، وقتی که این ابزار از طریق نرم افزار دیگری به نام Undetectable.ai دوباره پردازش شد، دقت تشخیص Originality.ai به طور میانگین به 27.8% کاهش یافت.
پژوهش تالونی و همکارانش 20 خلاصه از مقالات منتشر شده در مجله Eye را تحلیل کرد،  که سپس با استفاده از GPT-4.0 بازنویسی شدند. خلاصه های بازنویسی شده توسط هوش مصنوعی با استفاده از QueText برای بررسی سرقت ادبی، و با استفاده از Originality.ai برای تشخیص محتوای تولید شده توسط هوش مصنوعی مورد بررسی قرار گرفتند. این متن ها سپس از طریق یک نرم افزار خصمانه به نام Undetectable.ai مجددا پردازش شدند به منظور اینکه امتیاز تشخیص هوش مصنوعی کاهش یابد.
همچنین برخی کارشناسان بر این باورند که شیوه هایی مانند واتر مارک بی نتیجه هستند زیرا آن ها می توانند حذف شوند یا آن ها را میتوان به گونه ای اضافه شوند که منجر به نتایج مثبت کاذب شوند.

## تشخیص تصویر, ویدیو، و صدا
چندین نرم افزار مدعی بر تشخیص تصویر هوش مصنوعی وجود دارند، که تصاویر تولید شده توسط هوش مصنوعی را شناسایی می کنند( برای مثال، تصاویر تولید شده توسط میدجرنی یا دال-ئی). این نرم افزار ها کاملا قابل اعتماد نیستند.
نرم افزار های دیگری ادعا میکنند که دیپ فیک های ویدیویی و تصویری را شناسایی می کنند، اما این تکنولوژی نیز هنوز به طور کامل قابل اعتماد نیست.
به رغم بحث هایی که در مورد کارایی واترمارک وجود دارد، Google Deepmind به طور فعال در حال توسعه یک نرم افزار تشخیص به نام SynthID است، که با وارد کردن یک واتر مارک دیجیتالی که برای چشم انسان نامرئی است در پیکسل های یک تصویر کار میکند.